# Aldersyde
Aldersyde är en ort i Australien. Den ligger i kommunen Brookton och delstaten Western Australia, omkring 140 kilometer öster om delstatshuvudstaden Perth.
Trakten runt Aldersyde är nära nog obefolkad, med mindre än två invånare per kvadratkilometer.. 
Trakten runt Aldersyde består till största delen av jordbruksmark. Genomsnittlig årsnederbörd är 472 millimeter. Den regnigaste månaden är september, med i genomsnitt 75 mm nederbörd, och den torraste är februari, med 12 mm nederbörd.